# Gwardia Ludowa

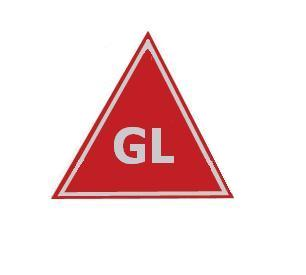
Abzeichen der GL

Die Gwardia Ludowa (dt. Volksgarde, GL) war eine kommunistische Untergrundorganisation in Polen im Zweiten Weltkrieg. Sie wurde von der Sowjetunion im Kampf gegen die deutschen Besatzer unterstützt, um nach dem Sieg eine kommunistische Ordnung in Polen herzustellen. 
Die GL war der bewaffnete Arm der kommunistischen Polnischen Arbeiterpartei (PPR). Damit fügte sie sich in die Strategie vieler politischer Strömungen des polnischen Untergrunds in der Besatzungszeit ein, eigene bewaffnete Verbände aufzustellen. Die GL entstand am 6. Januar 1942, einen Tag nach der Gründung der PPR. Die militärische Führung setzte sich aus in Polen verbliebenen kommunistischen Aktivisten und aus in der Sowjetunion geschulten und eingeschleusten Kadern zusammen. Viele Kämpfer der ersten Stunde hatten Kampferfahrung aus dem Spanischen Bürgerkrieg, einige hatten eine Ausbildung zum Partisanenkampf in der Sowjetunion absolviert. Erste Versuche im Jahr 1942 den Partisanenkampf aufzunehmen wurden von den Besatzungstruppen niedergeschlagen, was zu großen Verlusten in den frühen GL-Einheiten führte. Erst 1943 erfuhr die Organisation einen erheblichen Zulauf, insbesondere aus der Landbevölkerung. Im Jahr 1943 gelang es den GL-Partisanen sich insbesondere im Raum Kielce und Lubin festzusetzen. Vereinzelt gelangen auch im städtischen Raum Schläge gegen die Deutschen. Zum 1. Januar 1944 wurde die GL in Armia Ludowa (dt.: Volksarmee) umbenannt. Dies fügte sich in den Versuch der PPR ein, sich gemeinsam mit kleineren Unterstützergruppen als legitime Vertreter des polnischen Volkes zu etablieren und damit in offene Konkurrenz zur polnischen Exilregierung in Großbritannien zu treten.
Die GL nahm unter anderem an den Kämpfen des Aufstandes im Warschauer Ghetto teil.

## Kommandeure
- Marian Spychalski
- Franciszek Jóźwiak